# کلوویس داردنتور
کلوویس داردنتور (انگلیسی: Clovis Dardentor) یک رمان به زبان فرانسوی اثر ژول ورن می‌باشد. که در سال ۱۸۹۶ منتشر شد. این رمان نسبت به دیگر رمان‌های ژول ورن دارای تفاوت در متن نوشته می‌باشد. ژول ورن تلاش کرده‌است در این رمان از لحن طنز آمیز برای بیان داستان استفاده نماید.